# ASV Oostende KM
Athletische Sportvereniging Oostende Koninklijke Maatschappij w skrócie ASV Oostende KM – belgijski klub piłkarski, grający w niegdyś w pierwszej lidze belgijskiej, mający siedzibę w mieście Ostenda.

## Historia
Klub został założony w 1911 roku jako AS Oostende. W 1937 roku klub zmienił nazwę na ASV Oostende KM. W 1922 roku po raz pierwszy w swojej historii awansował do drugiej ligi belgijskiej. Z kolei w sezonie 1968/1969 wywalczył historyczny awans do pierwszej ligi. W pierwszej lidze grał przez rok, a w sezonie 1973/1974 wywalczył do niej ponowny awans. Tym razem pobyt klubu w pierwszej lidze trwał trzy sezony. W 1981 roku klub połączył się z VG Oostende tworząc KV Oostende

## Historyczne nazwy
- 1911 – AS Oostende (Association Sportive Ostendaise)
- 1937 – ASV Oostende KM (Athletische Sportvereeniging Oostende Koninklijke Maatschappij)

## Sukcesy
- Tweede klasse:

mistrzostwo (1): 1968/1969
- Derde klasse:

mistrzostwo (5): 1930/1931, 1937/1938, 1948/1949, 1960/1961, 1972/1973

## Historia występów w pierwszej lidze
| Sezon     | Pozycja      | Pkt. | M  | Z  | R  | P  | GZ | GS |
| --------- | ------------ | ---- | -- | -- | -- | -- | -- | -- |
| 1969/1970 | 16. (spadek) | 15   | 30 | 4  | 7  | 19 | 24 | 66 |
| 1974/1975 | 16.          | 30   | 38 | 9  | 12 | 17 | 60 | 81 |
| 1975/1976 | 12.          | 31   | 36 | 10 | 11 | 15 | 42 | 61 |
| 1976/1977 | 18. (spadek) | 20   | 34 | 6  | 8  | 20 | 39 | 72 |

## Stadion
Domowe mecze klub rozgrywał na stadionie o nazwie Albertpark, położonym w mieście Ostenda.

## Reprezentanci kraju grający w klubie
Stan na listopad 2019
| - Pierre Carteus - Peter Creve - Gustaaf Eeckeman - Léopold Gernaey - Robert Lamoot - Wilfried Puis | - Julien Vandierendonck - Laurent Verbiest - Hans Aabech - Piet Giesen - Kurt Axelsson |